# Sauveterriense
El Sauveterriense es una prolongación de la cultura Aziliense, aunque ocupa una mayor extensión que ésta. Propio del sudoeste de Francia (su sitio característico es  Sauveterre-la-Lémance en el departamento de Lot y Garona), variantes similares se extienden hasta  oeste de Inglaterra y Gales, Bélgica, Países Bajos y Suiza. 
Se desarrolla durante el protoneolítico (Fase final del Mesolítico)
Posee una industria microlítica, probablemente utilizada para flechas (puntas de Sauveterre),con tendencia geométrica (triángulos, trapecios…). Hay también algunos útiles en hueso a veces decorados con incisiones o figuras geométricas.
Los grupos humanos de la cultura Sauveterriense explotaron la fauna templada forestal : jabalí, ciervo, castor; así como caracoles (Helix nemoralis), cuyas conchas están a menudo presentes en abundancia en los yacimientos arqueológicos.